# حارة ع الهوا
حارة ع الهوا هو مسلسل سوري كوميدي تمثيل بسام كوسا، سلمى المصري، كاريس بشار وغيرهم. يتحدث المسلسل عن حارة في دمشق وسكانها والأحداث اليومية. فيها عرض في شهر رمضان 2008 على القناة الفضائية السورية.
يعالج المسلسل الحياة الاجتماعية بقالبٍ كوميدي، ويطرح العديد من القضايا المهمة التي يعاني منها المجتمع العربي، كالتسلط والضغوط الاجتماعية وغيرها، ويقدم عرضاً للسلبيات والإيجابيات بأسلوب كوميدي درامي. الشخصية الرئيسية هي أبو وديع (بسام كوسا) والذي يقوم بمراقبة سكان الحي ورصد أي تغير في سلوكياتهم، ويتوجس من أي دخيل للحارة. مما يعرضه للمشاكل والمواقف المحرجة مع السكان وخاصة أم مسعود (سلمى المصري).

## بطولة
- بسام كوسا بدور أبو وديع
- سلمى المصري بدور أم مسعود (صباح)
- كاريس بشار بدور مروة، ابنة شقيقة أم مسعود
- سليم صبري بدور أبو ناصر صاحب قهوة الحارة
- عمر حجو بدور أبو محمد
- جرجس جبارة بدور أبو فهد صاحب بقالية الحارة
- أحمد الأحمد بدور دبرها (طارق)
- ضحى الدبس بدور أم دبرها (أم طارق)
- ناندا محمد بدور أم وديع
- فاتن شاهين بدور أم محمد
- رجاء يوسف بدور أم فهد
- عليا عمرايا بدور أم محمد
- معن عبد الحق بدور عبدو
- مازن العباس بدور عزوز أجير القهوة
- رباب كنعان بدور ليندا
- كندا حنا بدور زينة
- جمال شقير بدور طلعت
- جابر جوخدار بدور خالد
- ميرنا شلفون بدور سوزان خطيبة خالد
- عبد الهادي الصباغ بدور رئيس المخفر
- أندريه سكاف بدور المساعد جميل

## روابط خارجيَّة
- حارة ع الهوا على موقع قاعدة بيانات الأفلام العربية